# Franz von Duesberg

Franz von Duesberg

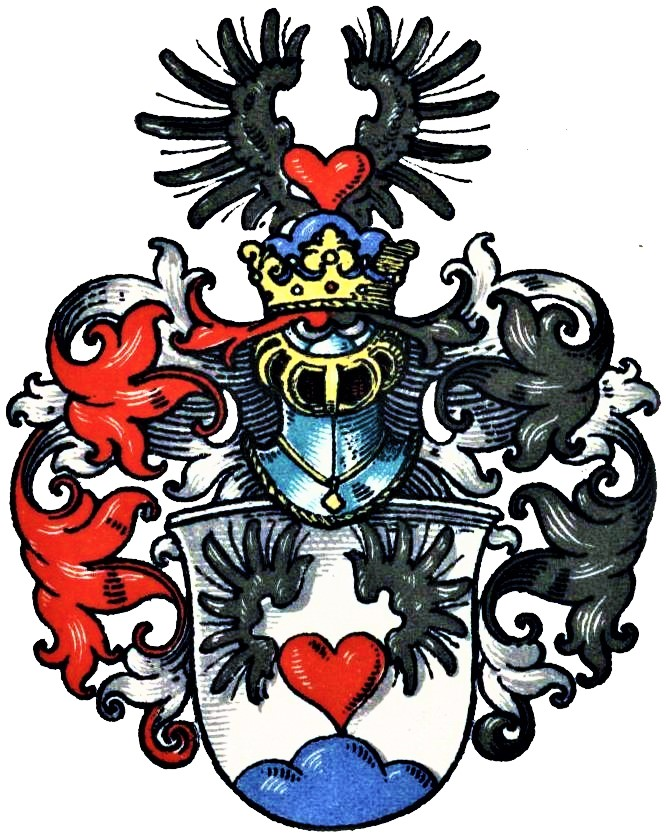
Wappen derer von Duesberg im Wappenbuch des Westfälischen Adels

Franz Gerhard Xaver Duesberg, ab 1840 von Duesberg (teilweise auch von Düesberg) (* 11. Januar 1793 in Borken; † 11. Dezember 1872 in Münster), war ein deutscher Jurist, preußischer Finanzminister, Kronsyndikus und Politiker.

## Leben
Duesberg entstammte einer alten Borkener Familie, aus der Anfang des 18. Jahrhunderts einige Bürgermeister hervorgingen. Mitte des 18. Jahrhunderts ging Jodokus Ferdnand Duesberg nach Münster und war hier Wirklicher Hofkammerrat und Oberpostmeister. Sein Enkel war Theodor Duesberg, Landrat des Kreises Wiedenbrück.
Franz von Duesberg besuchte das Gymnasium in Münster, später in Verden und schließlich in Mainz. Er studierte Rechtswissenschaften in Münster und Brüssel. Duesberg wurde 1813 Mitglied der napoleonischen „Garde d'Honneur“, trat aber noch im selben Jahr in die preußische Armee ein. In den Jahren 1814/1815 war er Teilnehmer an den Befreiungskriegen und verließ die preußische Armee im Jahr 1815 als königlich preußischer Premierleutnant.
Er begann seine Beamtenlaufbahn im Jahr 1816 im preußischen Justizdienst, wurde 1817 Gerichtsreferendar am Oberlandesgericht Münster, 1819 Gerichtsassessor am Oberlandesgericht Ratibor und wurde 1821 Oberlandesgerichtsrat am Oberlandesgericht Paderborn. 1826 wurde er Mitglied der Gesetzgebungskommission und war 1831/1832 Geheimer Justizrat im Justizministerium. 1832 wurde er Geheimer Finanzrat.
1834 wurde er Geheimer Oberjustizrat und Oberrevisionsrat. 1836 wurde Duesberg Mitglied des preußischen Staatsrats, 1837 stellvertretender Staatssekretär und 1838 Staatssekretär. 1841 wurde er Wirklicher Geheimer Oberjustizrat und Ministerialdirektor und von war 1841 bis 1846 Direktor der katholischen Abteilung im preußischen Kultusministerium. 1842 wurde er Mitglied der Gesetz-Kommission und von Juni 1842 bis November 1846 Vortragender Rat im Staatsministerium und Geheimen Zivilkabinett.

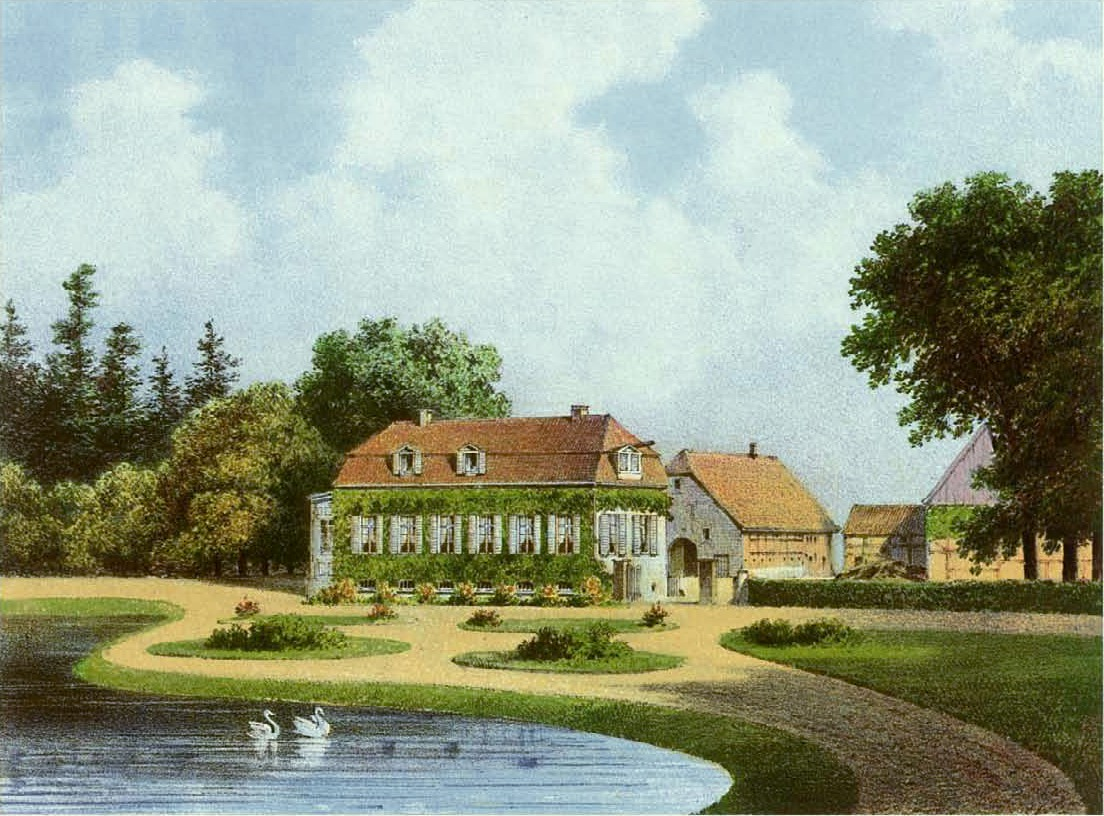
Haus Geist um 1860, Sammlung Alexander Duncker

 Von August 1846 bis März 1848 war Duesberg preußischer Finanzminister. Damit war er der erste katholische Minister in Preußen überhaupt. Mit dem Beginn der Märzrevolution trat er zurück. Im Jahr 1849 war er Kommissar der preußischen Krone und Vorsitzender des provisorischen Bundesschiedsgerichts des Erfurter Unionsparlaments. Von 1850 bis 1871 war er Oberpräsident der preußischen Provinz Westfalen und wurde 1854 Kronsyndikus. Im Jahr 1871 schied er auf eigenen Wunsch aus dem aktiven Dienst aus und lebte seither in Haus Geist bei Münster.
Duesberg war von 1836 bis 1848 Mitglied im preußischen Staatsrat. 1850 war er Mitglied im Erfurter Staatenhaus, von 1851 bis 1854 Mitglied der Ersten Kammer in der Fraktion Alvensleben und von 1854 bis zu seinem Tod (1872) Mitglied des Preußischen Herrenhauses.

## Erhebung in den Adelsstand
Am 15. Oktober 1840 wurde Duesberg wegen seiner Verdienste vom preußischen König Friedrich Wilhelm IV. in den Adelsstand erhoben. Das Diplom datiert auf dem 6. Oktober 1858.
Blasonierung des verliehenen Wappens: In Silber ein schwarzgefügeltes rotes Herz auf einem blauen Dreiberg. Auf dem gekrönten Helm die Schildfigur. Die Helmdecken sind rot-silbern und schwarz-silbern.